# ماکس کراوزه
ماکس کراوزه (به آلمانی: Max Krause) (زاده ۲۰ آوریل ۱۹۰۹ در دارمشتات – درگذشته ۱۸ فوریه ۱۹۴۴ در وینیتسا) تاریخ‌نگار و پژوهشگر تاریخ ریاضی آلمانی بود.

## زندگینامه
کراوزه در نزد آرتور شاده و رودلف اشروتمان در هامبورگ شرق‌شناسی و تاریخ ریاضی را آموخت و در سال ۱۹۳۶ مدرک دکترایش را به دست آورد. موضوع تز دکترای او تصحیح ابونصر منصور از دوایر منلائوس بود. در همان سال کراوزه کاتالوگی با نام «دست نوشته‌های ریاضیدانان اسلامی در استانبول» چاپ کرد. پس از دوره دکترا توانست بورسی از موسسه باستانشناسی امپراتوری آلمان برای اقامت در استانبول بدست آورد. او پیش از آنکه به جبهه‌های جنگ در جنگ جهانی دوم اعزام شود، استادیار شرقشناسی در دانشگاه هامبورگ بود. سرانجام در یکی از مناطق اشغالی شوروی سابق کشته شد.

## آثار
- Die Sphärik von Menelaos aus Alexandrien in der Verbesserung von Abū Naṣr Mansūr B. ʿAli B. ʿIrāq. Mit Untersuchungen zur Geschichte des Textes bei den islamischen Mathematikern. Berlin 1936 (Dissertation). Nachdruck Frankfurt am Main 1998
- Stambuler Handschriften islamischer Mathematiker. In: Quellen und Studien zu Geschichte der Mathematik, Astronomie und Physik. Abteilung B, Studien, Band 3 (1936), S. 437–532